# Олендер Віктор Петрович
Віктор Петрович Олендер (20 серпня 1941, Чкалов — 8 листопада 2020, Київ) — радянський і український режисер-документаліст. Заслужений діяч мистецтв УРСР (1988). Член-кореспондент Національної академії мистецтв України. Лауреат Державної премії України імені Олександра Довженка, премії ім. Ф. Соболєва.

## Життєпис

Могила Віктора Олендера, Байкове кладовище

Народився 20 серпня 1941 р. в Чкалові (Росія) в родині службовців. Батько — Петро Олендер (1906, Одеса — 1944), журналіст, військкор газети «Красная звезда», майор.
Закінчив Ново-Зибковський педагогічний інститут (1968). Працював освітлювачем на Київській кіностудії ім. О. П. Довженка (1959–1960), освітлювачем й асистентом режисера «Укрторгрекламфільму» (1963–1965).
З 1972 р. — режисер студії «Київнаукфільм».
Жив у Києві, у будинку № 10 по вулиці Обсерваторній. Помер 8 листопада 2020 р. внаслідок важкого захворювання. Похований разом з родиною у колумбарії Байкового кладовища.

## Зняті кінострічки
- «Двигун ВАО» (1971, Диплом Всесоюзного кінофестивалю рекламних фільмів),
- «Юнакам, що обмірковують життя» (1973, Приз III Республіканського кінофестивалю дитячих та юнацьких фільмів, Суми, 1974, сценарист — Юрій Іванов),
- «А мама мене не любить» (1974),
- «І не впасти за фінішем» (1974, Диплом журі V Республіканського кінофестивалю «Молодість», Київ, 1974),
- «Ці місткі частки секунди» (1975, Срібна медаль ВДНГ СРСР, 1976),
- «Контакти» (1976, Диплом Міжнародного кінофестивалю, ЧССР, 1978),
- «Там, де кінчається асфальт» (1976, Диплом IV Республіканського кінофестивалю «Молоді — молодим», Харків, 1977),
- «Слід» (1978),
- «Справа про наклеп» (1982),
- «Ручний м'яч. Олімпіада 1980» (1983),
- «На прицілі ваш мозок» (1985),
- «В пошуках пришельців» (1987),
- «Дев'ять років з екстрасенсами» (1989),
- «Вигнання бісів» (1991),
- «Війна чорної і білої магії»,
- «Ламбада для хілерів» (1991),
- «Фелікс Соболев. Увірвана місія» (1997),
- «Пасажири з минулого століття», «На незнайомому вокзалі» (2002)
- «Костянтин Степанков. Спомини після життя» (2012) та ін.

Член Національної Спілки кінематографістів України.

## Державні нагороди
- Заслужений діяч мистецтв України (1988)
- Державна премія України імені Олександра Довженка 2016 року присуджена кінорежисеру документального історико-біографічного кінопроєкту «Костянтин Степанков. Спомини після життя» Олендеру Віктору Петровичу — за видатний внесок у розвиток українського кіномистецтва[2]